# Modré límečky

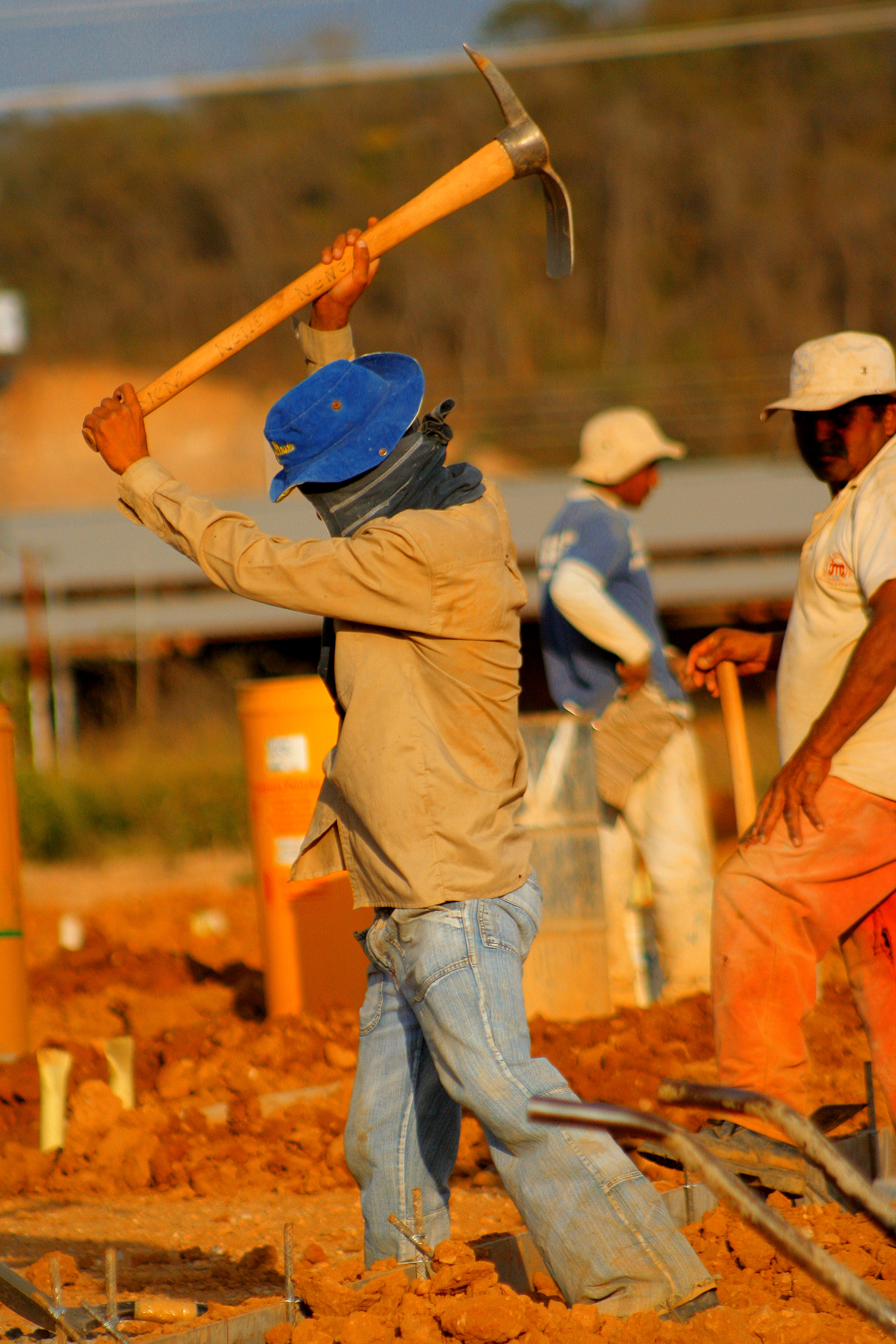
Venezuelský dělník u města Barquisimeto.

Modré límečky je pojem, který označuje příslušnost k dělnické třídě, kdy pracující vykonává fyzickou práci. Takto označovaní pracující mohou být jak školení (příkladem může být automechanik), tak prakticky zcela neškolení (příkladem mohou být pomocné práce v zemědělství). Příbuzný, nicméně opačný pojem bílé límečky naopak především označuje zejména práci v kanceláři a často prováděnou vsedě u počítače. Pojem růžové límečky pak označuje zaměstnání ve službách (příkladem může být číšník/servírka).
Termín vznikl ve dvojici s pojmem bílých límečků jako zdůraznění kontrastu mezi bílými košilemi úředníků a již tenkrát standardně modrými pracovními oděvy dělníků, montérkami.